# Gele ganzenbloem
De gele ganzenbloem (Glebionis segetum, synoniem: Chrysanthemum segetum) is een eenjarige plant die behoort tot de composietenfamilie (Asteraceae of Compositae).
De soort komt van nature voor in het Middellandse Zeegebied en is van daaruit verder verspreid naar West- en Midden-Europa, Noord-Amerika, Midden- en Zuid-Afrika en Nieuw-Zeeland. Het aantal chromosomen is 2n = 18.
De soort staat op de Nederlandse Rode Lijst van planten als algemeen voorkomend en matig in aantal afgenomen. In Vlaanderen is de plant vrij algemeen en volgens de Rode Lijst 'thans niet bedreigd'.
In Griekenland worden bladeren en jonge scheuten van de variëteit Glebionis segetum var. neromantilida (νερομαντηλίδα) rauw gegeten in salades of gebruind in hete olijfolie.

## Beschrijving
De gele ganzenbloem wordt 30 – 60 cm hoog en heeft rechtopstaande stengels, die kaal, iets vlezig en al of niet vertakt zijn. De verspreid staande blauwgroene, vlezige, wasachtige bladeren zijn langwerpig met een grof getande tot veerspletige bladrand en met getande slippen en kunnen 8 cm lang worden. De onderste bladeren zijn steelachtig versmald en de hogere zijn iets stengelomvattend.
De gele ganzenbloem bloeit van juni tot en met augustus. Het bloemhoofdje heeft een geel hart van buisbloemen met daaromheen een krans van platte, over elkaar heen liggende gele lintbloemen. De totale diameter kan 6,5 cm bedragen. Het vruchtbeginsel is eenhokkig en onderstandig.
De vrucht is een 3 mm lang en 1,5 mm breed nootje met tien ribben. De vruchten van de lintbloemen hebben twee vleugels (de gekroonde ganzenbloem heeft drie vleugels), die van de buisbloemen niet.

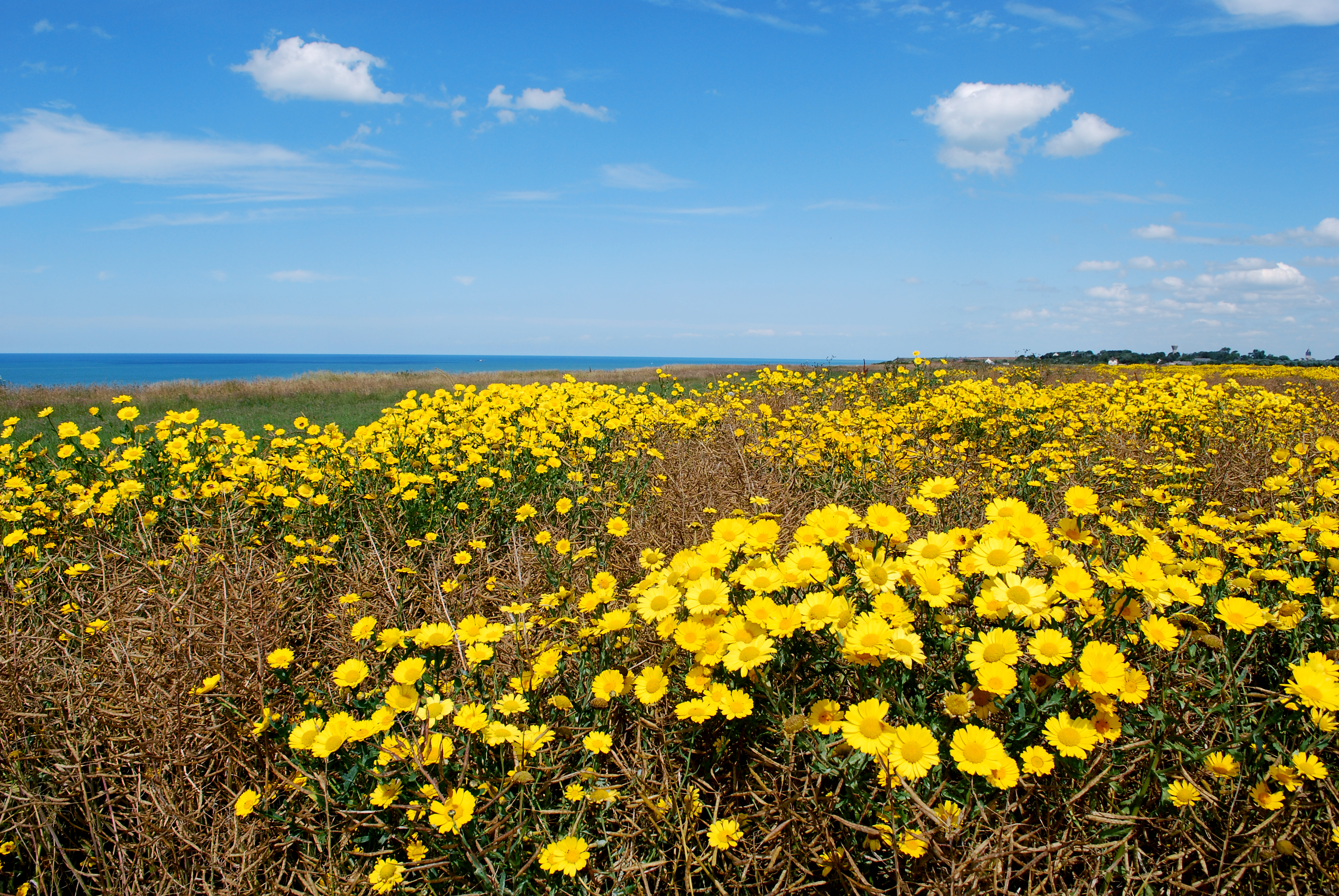
Planten
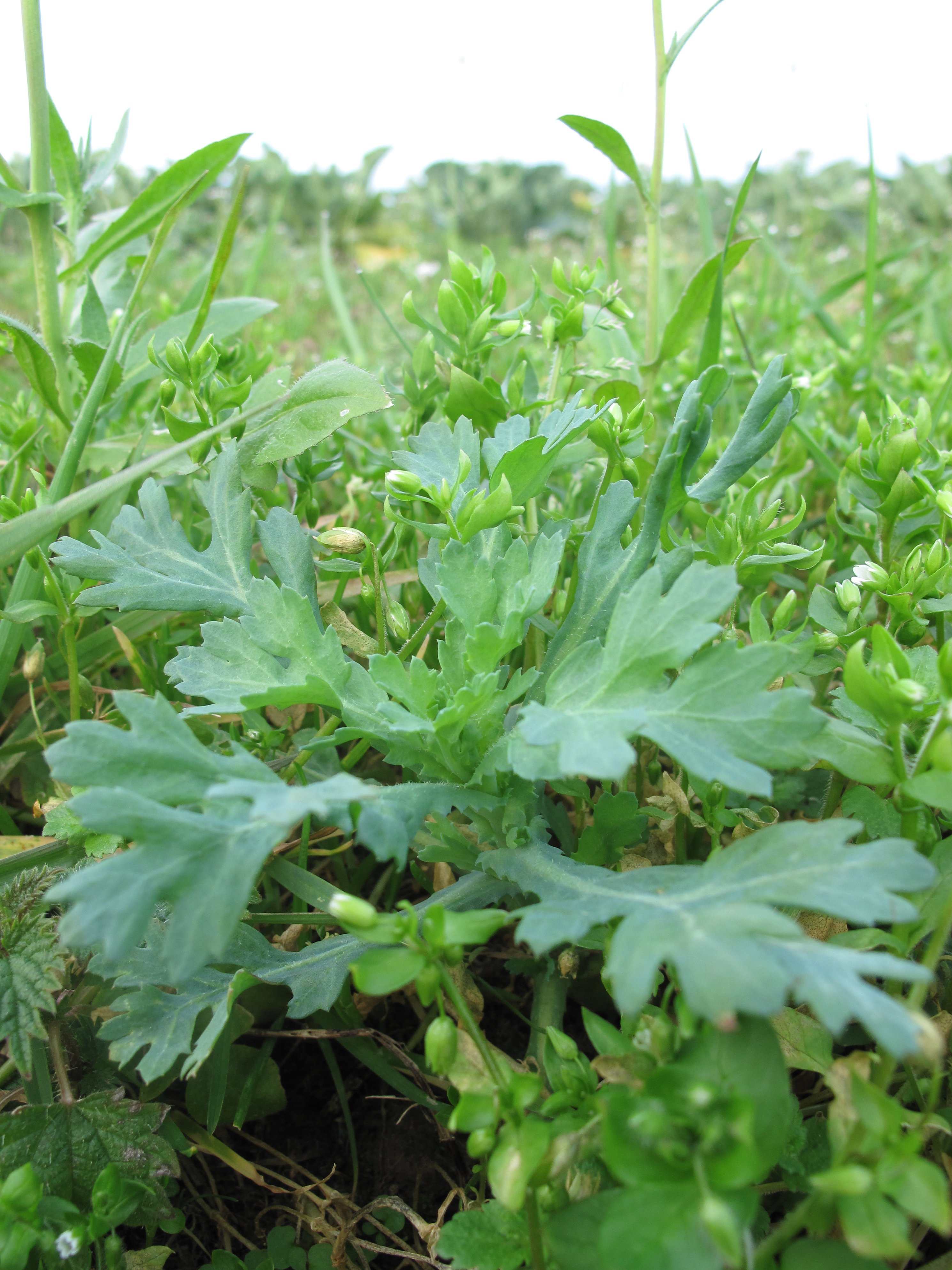
Plant
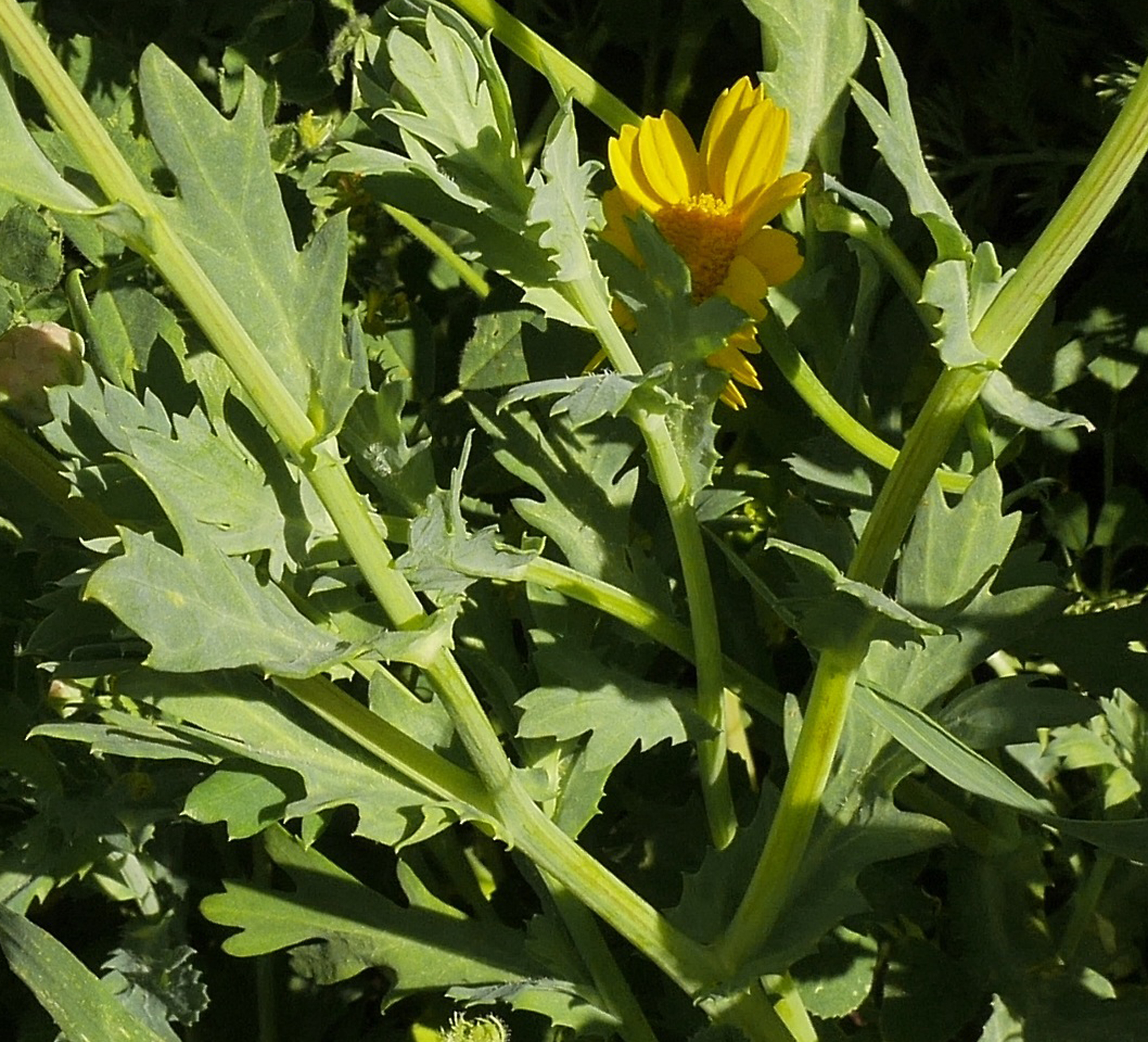
Stengel
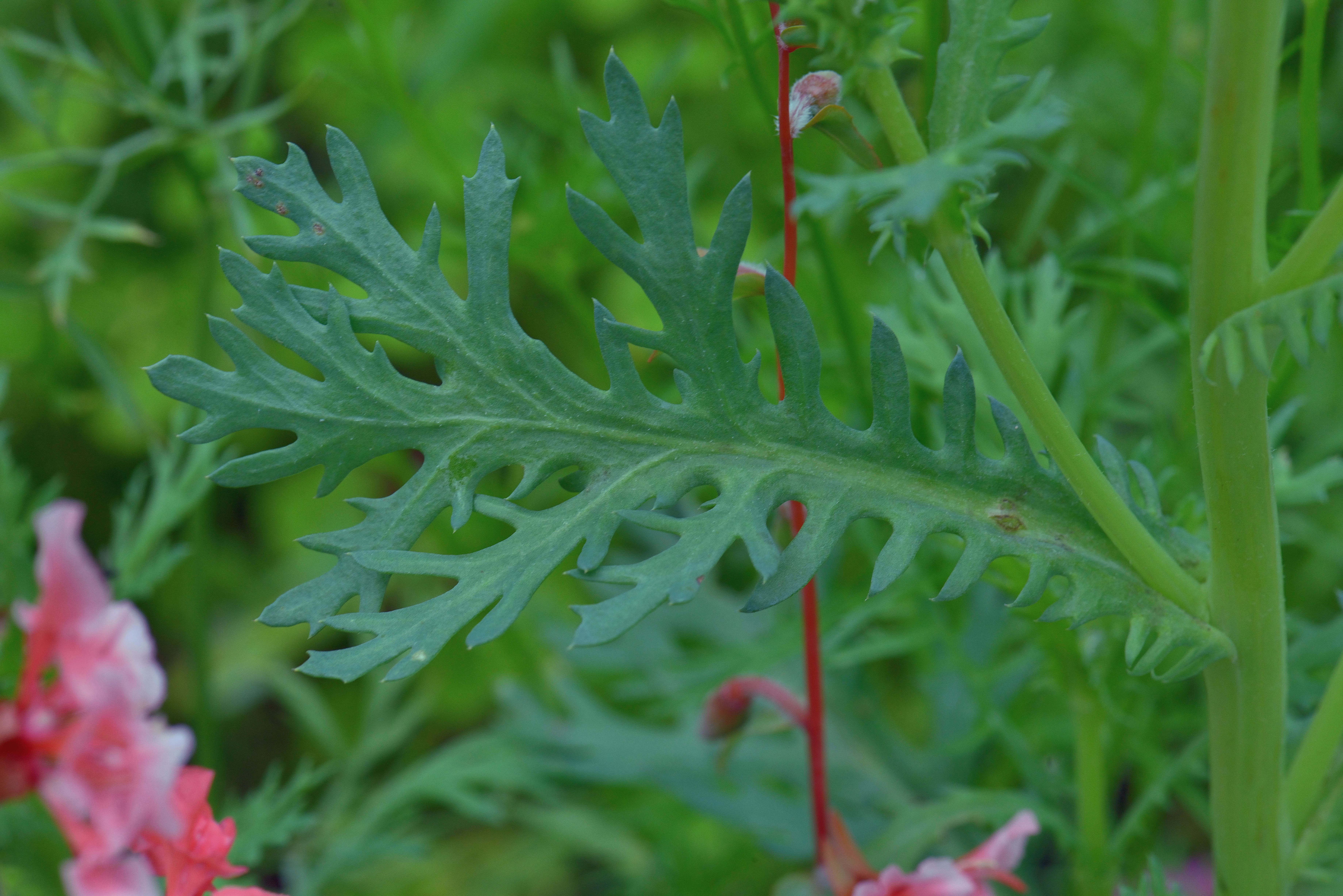
Blad
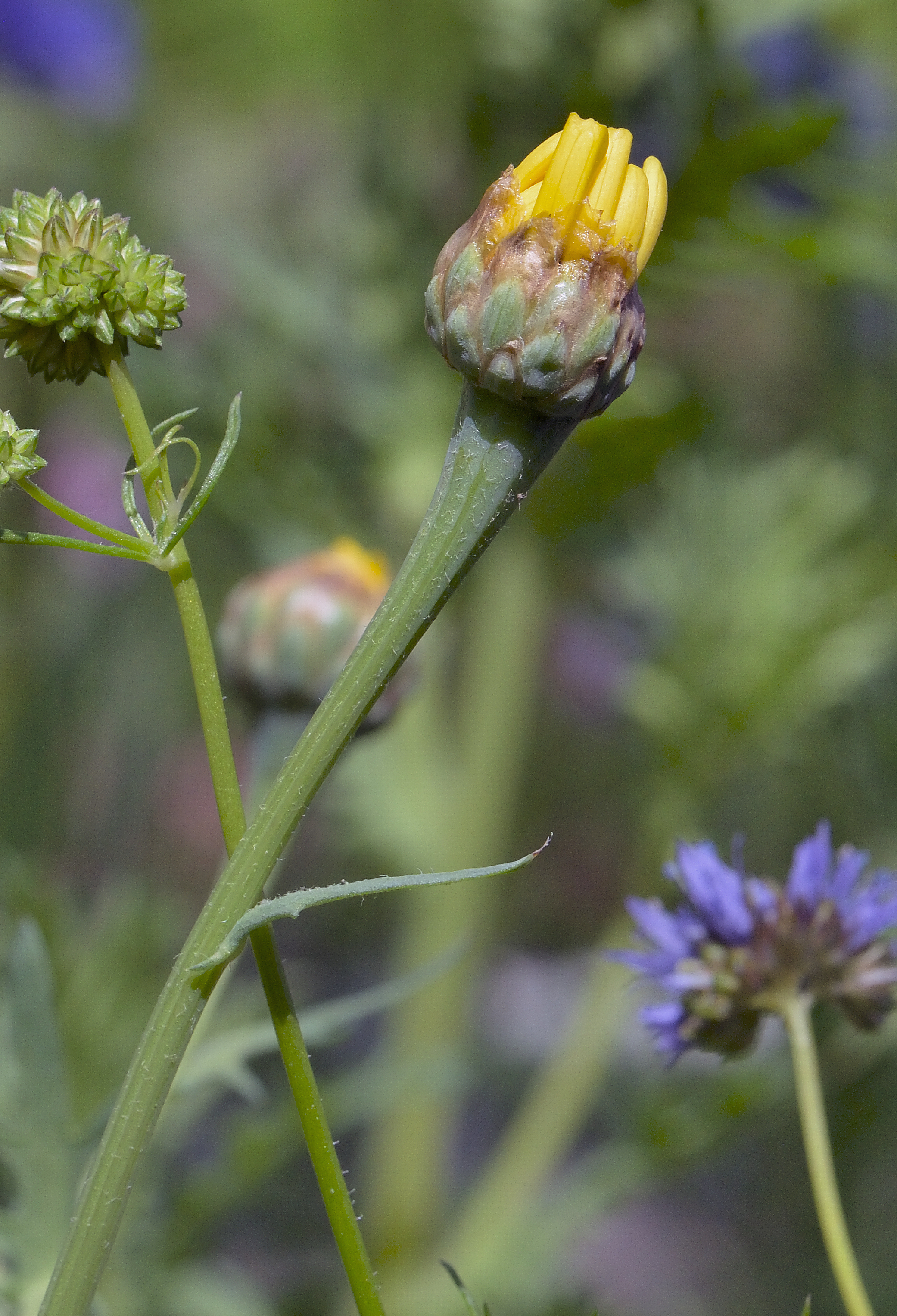
Knop
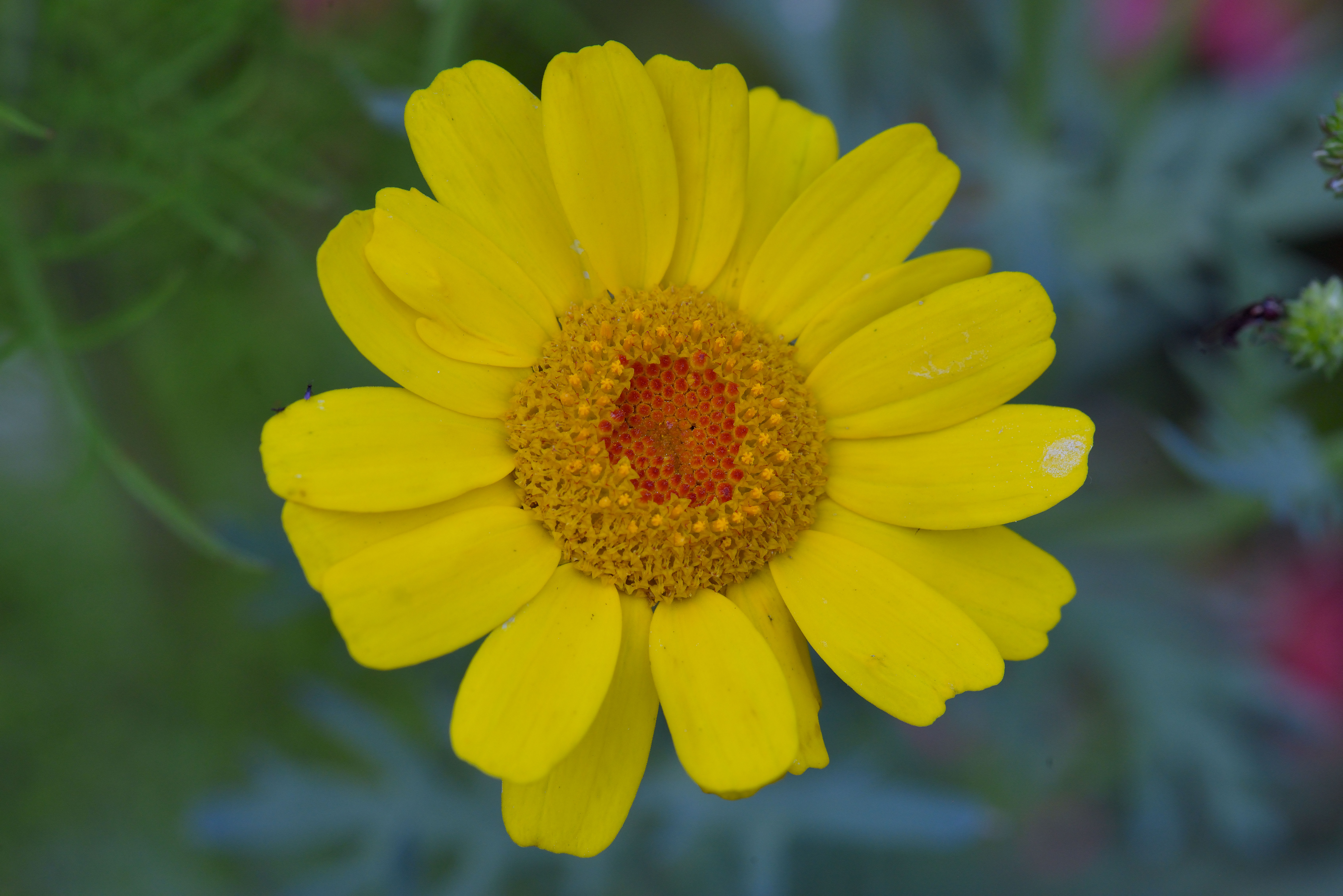
Bloemhoofdje
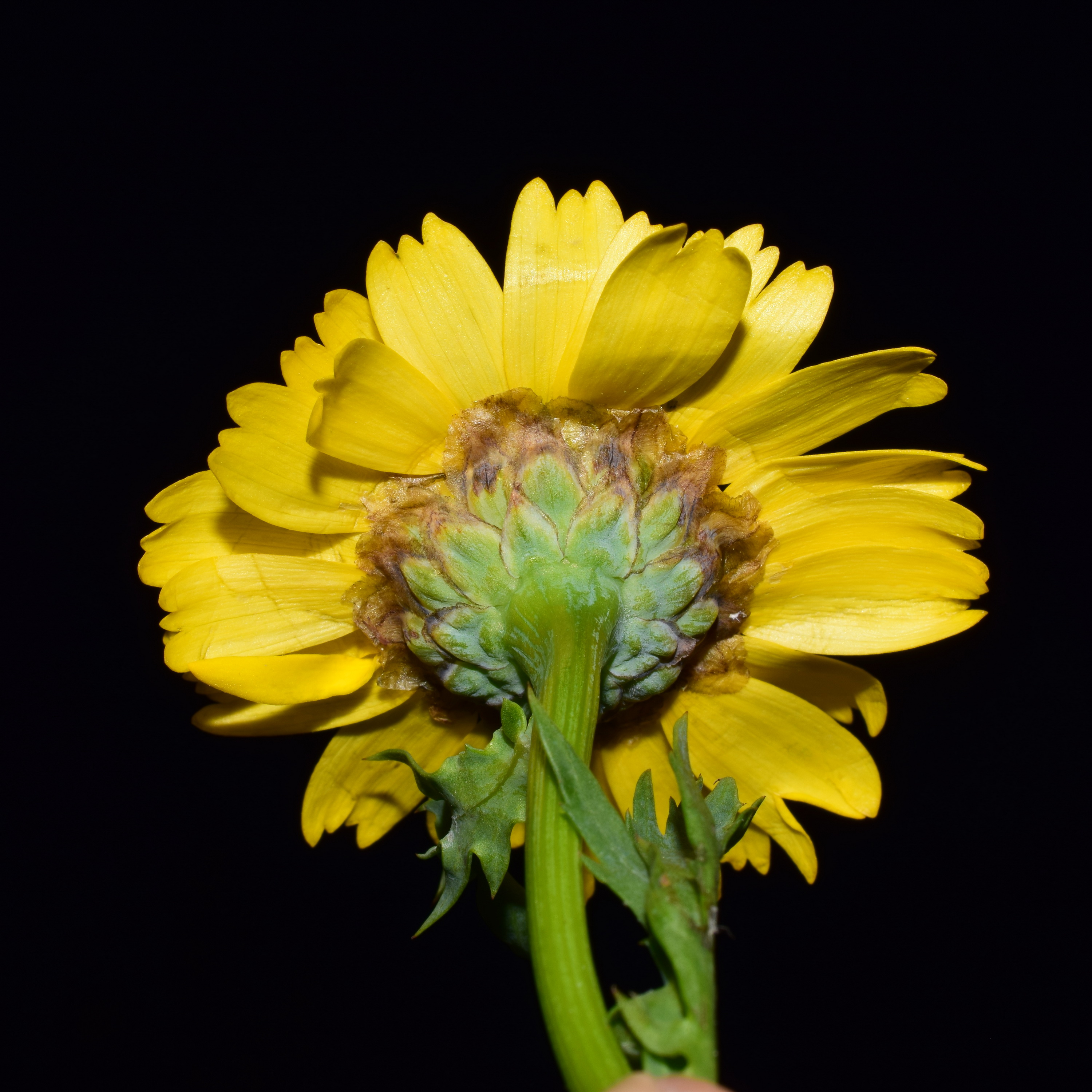
Omwindsel
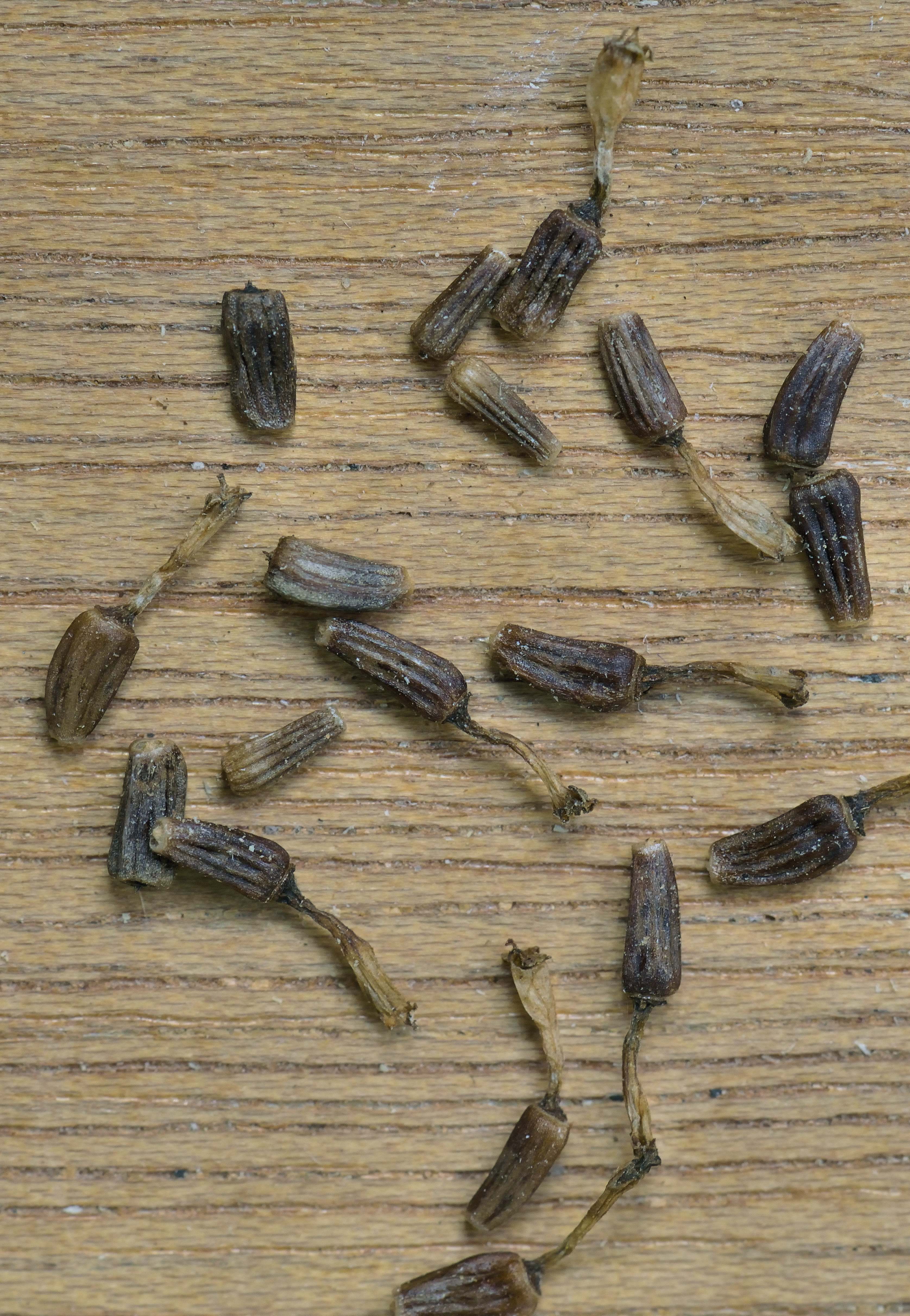
Vruchten van de buisbloemen
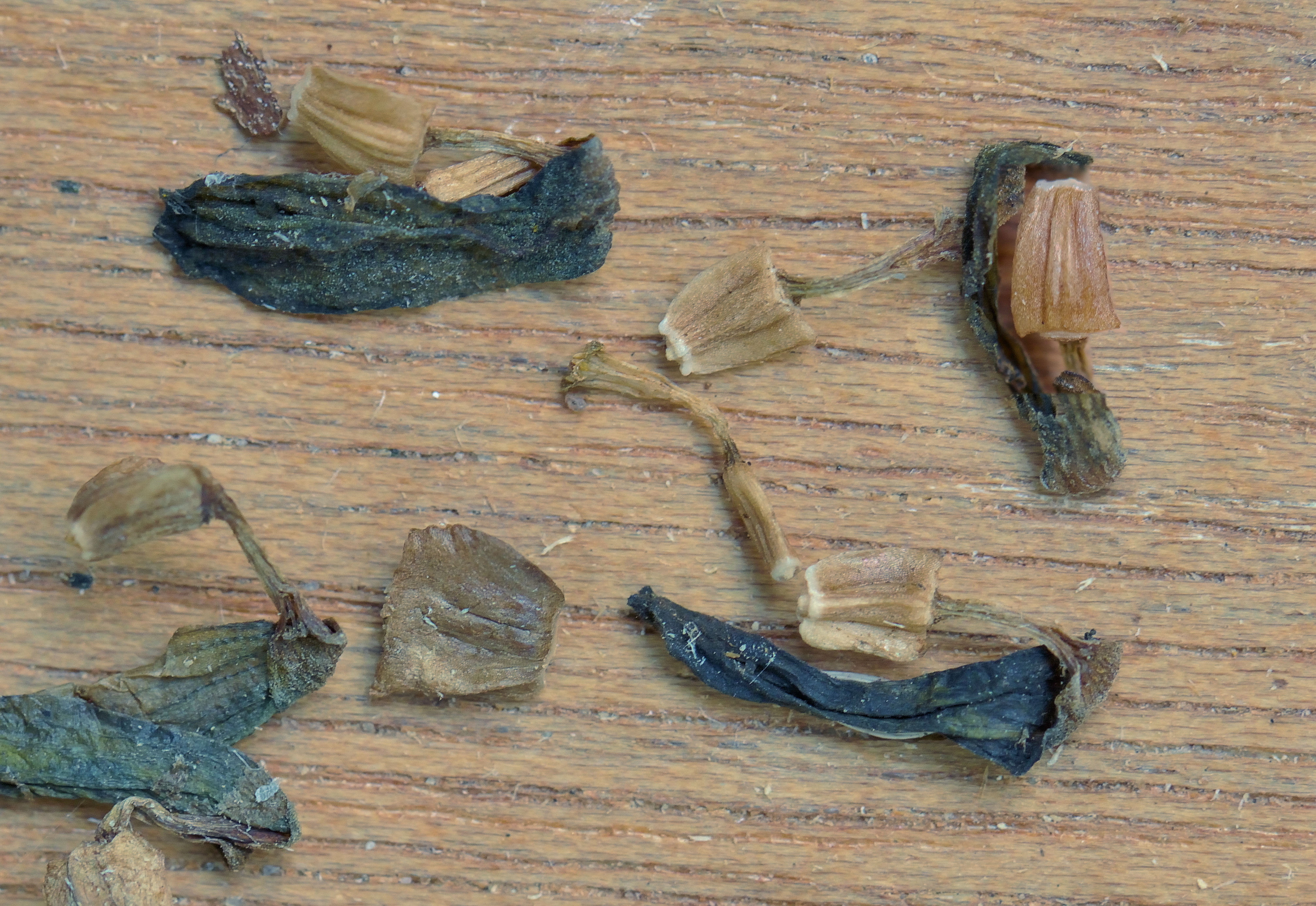
Gevleugelde vruchten van de lintbloemen

De gele ganzenbloem heeft een voorkeur voor open, omgewerkte, zanderige grond zoals braakliggend terrein, bermen en net geploegde akkerland.

## Status
Waarschijnlijk is de gele ganzenbloem oorspronkelijk inheems in Turkije en het oostelijk Mediterraan gebied, en is een archeofyt die als akkeronkruid in de oudheid de eerste landbouwers gevolgd is vanuit het Midden-Oosten en zich onder andere in West-Europa heeft gevestigd en nu voorkomt in landen zoals in Groot-Brittannië, Frankrijk, Nederland, België en West-Scandinavië. In sommige plekken zoals Schotland in de 13de eeuw was het een zeer gevreesd invasief onkruid - een boer die niet genoeg gewied had en maar één plant liet bloeien werd daarvoor 'afgestraft'. Door verbeterde landbouwmethoden is de soort op veel akkers zeldzaam geworden.

## Chrysanten
De chrysantensoort Chrysanthemum morifolium dankt zijn naam aan de gele ganzenbloem, die de originele chrysant is: Chrysanthemum is afgeleid van het Grieks χρυσός (goud) en ᾰ̓́νθος (bloem). Toen later meerkleurig chrysanten uit Azië geïntroduceerd werden, werden deze soorten bij de ganzenbloem in het geslacht Chrysanthemum ingedeeld. Dit geslacht is in de latere 20ste eeuw weer in aparte geslachten opgesplitst, maar omdat de Aziatische soort inmiddels een bekendere plant was geworden en men geen zin had die te vernoemen, is in 1999 besloten om de originele Chrysanthemum te herbenoemen als Glebionis, al is de huidige chrysant maar zelden geel of goud (in China is een gele chrysant een symbool voor de dood).